# 허빅-아로 천체

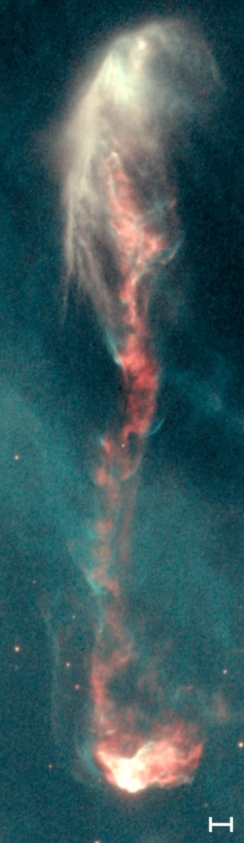
허빅-아로 천체인 HH47, 허블 우주 망원경의 이미지이다. 사진 우측 하단의 척도는 대략 1,000AU. 사진의 태양계의 약 20배의 크기이다.

허빅-아로 천체(Herbig-Haro object)는 어린 별들이 가스나 먼지 구름과 초속 수 백 킬로미터의 속력으로 충돌할 때, 방출되는 가스로 이루어진 작은 성운 모양의 천체이다. 허빅-아로 천체는 별의 형성에서 흔히 있는 천체이며, 몇몇은 홑별 주위에서 회전축을 따라서 일직선으로 발견된다.

## 특징 및 변화
허빅-아로 천체는 길어야 수 천 년 밖에 가지 못 하는 일시적인 현상이지만, 아주 짧은 시간 동안에도 눈에 띄게 진화할 수 있다. 그것은 성간 공간 안에서 모항성으로의 가스 구름에 의해 빠른 속도로 멀리 움직인다. 허블 우주 망원경의 수년 이상의 관찰로 HH 천체의 복잡한 진화가 밝혀졌다. 그들의 부분 부분이 성간 물질과의 충돌로 밝아진 동안 그들의 부분은 희미해진다.

## 발견과 그 역사
허빅-아로천체는 19세기 말에 버넘이 처음 발견했는데, 그가 릭 관측소에서 91 cm 구경의 굴절망원경으로 황소자리 T 근처의 작은 성운모양의 물체를 보고 기록했다.
그러나, 그저 발광성운의 하나로 분류했지만, 확실한 천체로 인정 받지 못했다. 나중에 버넘 성운으로 알려지게 됐다. 그러나 황소자리 T는 아주 젊은 변광성으로 밝혀지고, 원시별로 진화하기 전의 상태로 알려졌다.

HH 천체의 생성에 대한 간략한 그림.

50년 후에 버넘은 몇몇 비슷한 성운을 발견했는데, 이 천체는 아주 작아서 거의 별과 비슷한 형태였다. 허빅과 아로, 둘 다 1940년대에 몇몇 물체의 독립 관측을 했다. 허빅 또한 버넘 성운에서 특이한 전자기 스펙트럼을 보았다. 이 스펙트럼은 눈에 띄게도 수소, 황 그리고 산소가 방출됐다. 아로는 적외선에서는 볼 수 없는 종류의 모든 천체를 찾았다.
그들의 개개의 발견 이후, 허빅과 아로는 애리조나주의 투손에서 천문학 학회에서 만났다. 허빅은 처음에는 아로가 발견한 것을 거의 주목하지 않았지만 그의 발견을 듣자 그는 허빅-아로 천체를 더 깊이 연구했다. 구 소련의 천문학자 빅토르 암바르추미안은 천체에 그들의 이름을 붙였고, 주변의 어린 별들에 주목하여, 황소자리 T의 일생에서 초기 단계에 해당한다고 생각했다.
연구에서 HH 천체가 고도로 이온화되었음과 초기 이론가들은 천체가 아마 낮은 광도의 뜨거운 별임을 짐작했다고 알려준다. 그러나, 성운에서의 적외선 방출의 부재는 성운 안쪽의 별이 존재 할 수 없다는 것을 뜻한다. 후일 연구에서 성운에 원시성이 있다고 말해주지만. 결국, HH 천체는 주위의 어린 별이 방출한 물질로 인해 생성되고, 초음속으로 성간물질과 충돌로 충격파와 가시광선이 발생한다.
1990년대 초, 관측으로 처음으로 제트와 비슷한 대부분의 자연스런 HH 천체가 발견됐다. 이 제트와 비슷한 천체는 HH 천체가 형성되기 위해 아주 평행하게 방출된다고 여겨진다.(집중된 좁은 제트). 별들은 보통 초기 수만 년 동안 그 위로 떨어진 가스로 이루어진 강착원반과 안쪽 부분의 회전원반은 원반에 수직한 부분적으로 이온화된 플라스마의 좁은 제트(극제트로 알려져 있다.) 분출에 의해 싸여있다. 이 제트가 성간물질과 충돌 할 때, HH 천체를 구성하는 밝은 방출로 인한 작은 조각의 상승을 가져다준다.

## 물리적 특성

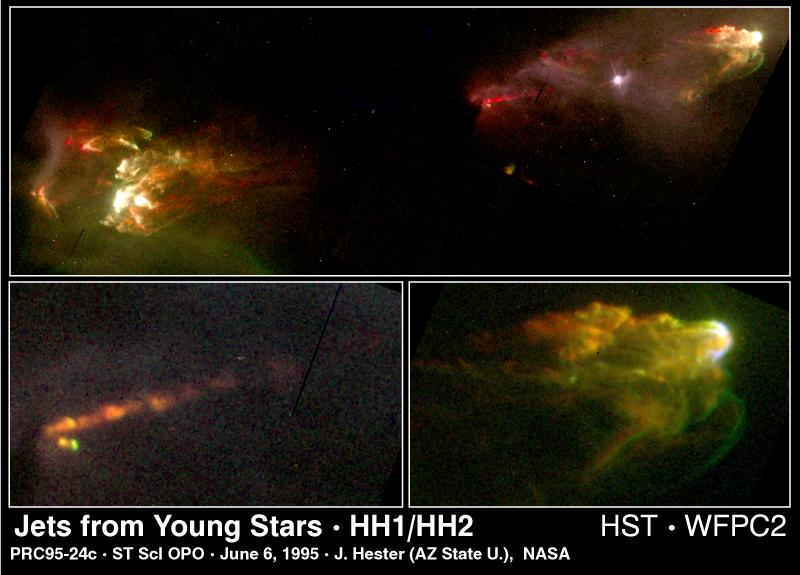
어린 별에서 대칭적으로 극축을 따라 방출된 물질인 HH 천체, HH1과 HH2가 1광년의 거리를 두고 놓여있다.

HH 천체의 방출은 성간물질과 총돌했을 때의 충격파에 의해 일어나지만, 그들의 운동은 복잡하다. 그들의 분광 관측으로 인한 도플러 효과는 수백km/s의 속도를 나타낸다. 그러나 HH 천체의 스펙트럼 방출선은 그런 고속의 충돌치고는 너무 약하다. 이것은 아마도 다른 것과 충돌하는 몇몇 물질 또한 비록 낮은 속력이지만, 바깥쪽으로 이동하고 있음을 뜻한다.
전형적인 HH 천체를 형성하기 위해 방출되는 총 질량은 지구질량의 1/20로 추정되는데, 이것은 별 전체 질량과 비교하면 아주 적은 양이다.
HH 천체의 온도는 보통 8,000~12,000K로 관측되며. 비슷하게 HII 영역이나 행성상성운 같은 이온화된 성운을 발견했다. 그들은 아주 조밀해지기 쉬운데, 이는 1 cm^3당 수천에서 수만 입자까지 다양하지만, 일반적으로 1 cm3당 1000개 이하인 HII 영역이나 행성상성운과 비교된다.
HH 천체는 전체질량에서 주로 75%의 수소와 25%의 헬륨으로 이루어져있다. 질량의 1% 이하의 물질들은 중원소들을 만들며, 일반적으로 이런 중원소들은 어린 별 근처에서 발견된다.
HH 천체의 가스 중 20~30%는 이온화 되지만, 이 비율은 거리가 증가할수록 감소한다. 이것은 극제트에서 물질이 이온화되어 있으며, 나중에 충돌로 인한 이온화 보다는 별에서 멀리 이동함으로써의 재결합을 암시한다. 제트 끝에서의 충격은 재이온화 될 수 있다. 그러나 제트 끝에 밝은 ‘모자’를 씌운다.

## 개수와 분포
400개 이상의 HH 천체나 집단은 현재 알려져 있다.
그들은 별이 형성되는 HII 영역에서 흔하게 발견되고, 종종 큰 그룹에서도 발견된다. 그들은 일반적으로 보크 구상체 근처에서 관측된다. 그리고 종종 보크 구상체로부터 나온다. 몇몇 HH 천체는 빈번하게 모(母)성의 극축을 따라, 단일 에너지원 근처에서 발견된다.
HH 천체의 개수는 몇 년 사이에 급격하게 증가했다. 그러나 아직까지 우리 은하의 전체 개수에 적은 비율일 것으로 생각된다. HH 천체는 최대 150,000개가 존재하는 것으로 추정되며,
그들 중 대다수는 너무 멀리 떨어져 있어서 현재 기술로는 발견하지 못 했다. 발견된 HH 천체들 중 대다수는 모(母)성에서 0.5파섹 떨어져 있고, 소수는 1파섹 이상의 거리에 존재한다. 그러나 때론 몇몇은 수 파섹이상에서 발견되는 경우도 있는데, 이것은 HH 천체 부근의 성간물질이 매우 밀도가 낮고, 그들의 모(母)성이 확산되기 전에도 멀리 움직일 수 있다는 것을 암시한다.

## 고유운동과 변동성
HH 천체의 분광 관측으로 그들이 모성으로부터 100~1,000km/s 속력으로 멀어짐을 알았다. 최근에는, 몇 년 간격으로 관측한 허블 우주 망원경의 고해상도 사진으로 많은 HH 천체의 고유운동이 밝혀졌다. 이 관측은 또한 HH 천체의 거리를 우주 거리 사다리를 통해 추정할 수 있게 했다.
그들이 모성으로부터 멀어짐에 따라, HH 천체는 수년간에 걸쳐서 밝기가 변화한다. 개개의 ‘매듭’ 안의 새로운 ‘매듭’이 생성될 때까지, 물체는 밝아지고 희미해지거나 완전히 사라진다. 게다가 성간물질과의 상호작용에 의해 변화하고, 다른 속도로 움직이는 HH 천체의 제트 사이의 상호작용 또한 변화를 일으킨다.
모성에서의 제트 분출은 펄스를 발생시킨다. 펄스는 같은 방향의 가스제트를 생성시킬 가능성이 있지만 다른 속도와 다른 제트와의 상호작용은 소위 말하는 가스의 흐름이 충돌하고, 충격파가 발생하는 ‘작업면’을 만든다.

## 에너지원 항성

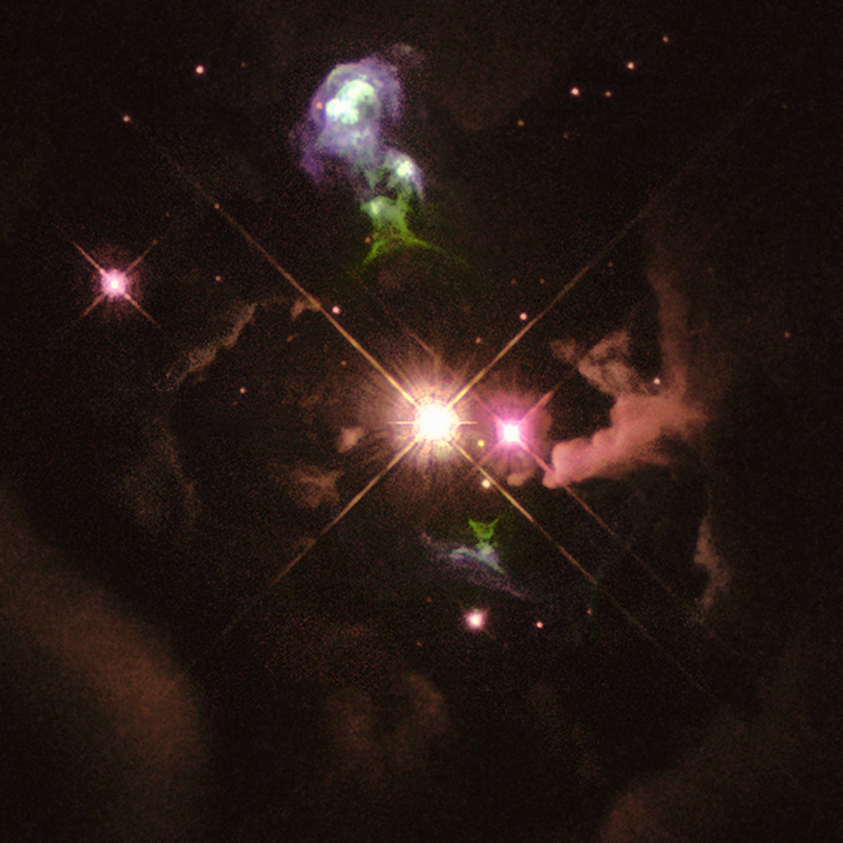
HH32는 HH 천체 중 가장 밝은 것 중 하나이다.

HH 천체 생성의 배후의 별에는 아주 어린 별인데, 아직까지 둘러싸인 가스로부터 만들어지는 과정을 겪는 원시성인 가장 어린 별이다. 천문학자들은 이 별들을 0등급, I등급, II등급 그리고 III등급으로 나눴는데, 이것은 별의 적외선 방사량에 따라서 나뉜 것이다.
많은 양의 적외선 방사량은 별을 싸고 있는 차가운 물질들이 별을 싸고 있음을 암시한다. 이것은 아직까지 물질들이 합성됨을 알려준다. 등급의 개수는 늘어나고 있는데, 이는 I등급, II등급 그리고 III등급으로 이미 분류됐지만, 0등급의 천체(가장 어린)는 아직까지 발견되지 않았기 때문이다.
0등급 천체는 겨우 나이가 수천 살인 만큼, 어려서 아직 핵융합 반응이 일어나지 않는다. 대신에 별 위로 떨어지는 물질에 의한 중력 퍼텐셜에너지가 에너지원이 된다.
핵융합은 I등급의 별에서부터 시작하는데, 가스와 먼지가 별을 둘러싸고 있는 성운에서 별의 위쪽으로 떨어질 때까지 이루어진다. 일반적으로 모든 가시광선을 흐리게 하는 고밀도의 먼지와 가스구름으로 뒤덮여져 있어서, 적외선과 전파 영역에서 밖에 관측 될 수 없음을 뜻한다. 가스와 먼지의 유입은 주로 II등급의 천체에서 끝나지만, 주위는 계속 먼지나 가스원반으로 싸여있다. 반면에 III등급은 원래 강착원반의 흔적을 가지고 있다.
연구로 쌍성계나 다중성계의 별들 중 80%정도가 HH 천체를 생성한다고 밝혀졌지만, 주계열의 낮은 질량의 별에서 더 높은 비율을 갖는다. 또한 쌍성계에서는 HH 천체를 생성시키는 제트가 보다 많이 발생되는데, 그 증거로 가장 거대한 HH 분출이 쌍성계가 해체될 때, 발생할 수 있었기 때문이다. 대부분의 별들은 쌍성계로 형성된다고 알려져 있다. 그러나 주변의 별과 높은 밀도의 가스구름과의 중력 상호작용에 의해 주계열에 진입하기 전에 꽤 많은 부분이 방해받는다.

## 적외선 대응

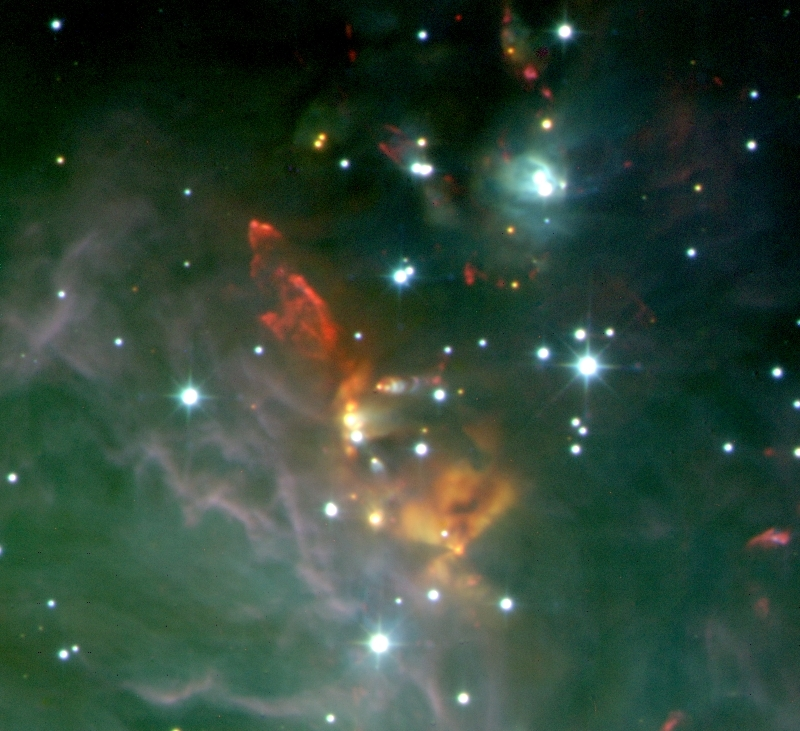
오리온자리의 양극류와 연관있는 분자의 뱃머리 충격파의 적외선 이미지. (UKIRT/Joint Astronomy Centre)

아주 어린 별이나 무거운 원시성과 연관이 있는 HH 천체는 종종 가시광선 파장에서는 가스나 먼지 구름 때문에 희미하다. 주위의 탄생한 물질은 10개, 심지어는 100개의 가시광선 파장에서의 감광물질이 될 수 있다. 이런 붙박이 천체는 보통 뜨거운 분자 수소나 따뜻한 일산화탄소 방출의 빛으로 적외선이나 전파 파장에서 관측 될 수 있다.
최근의, 적외선 이미지는 “적외선 HH 천체”의 많은 예를 보여주었다. 대부분은 충격파로 보이는데(항해하는 뱃머리의 물결과 비슷하다.), 보통 "뱃머리 충격파"라고 불린다. HH 천체처럼, 이 초음속 충격은 원시성의 양 극에서 발생한 평행 제트와의 충돌로 발생한다. 충격파는 “쓸어버리거나” 혹은 주변의 조밀한 문자 가스를 양극류라고 하는 연속된 물질의 흐름을 형성하기 위해 “끌고간다”. 적외선 뱃머리 충격파는 100K, 심지어는 1,000K의 온도의 가스를 100 km/s의 속력으로 이동한다. 왜냐하면 그 충격파는 특히 강착이 강한 가장 어린 별들과 연관이 있기 때문이다. 적외선 뱃머리 충격파는 보통 시각적으로, 다른 HH 천체의 것보다 더 강한 제트와 관련이 있다.
적외선 뱃머리 충격파 현상은 HH 천체의 그것과 같은 방법으로 설명된다. 왜냐하면 이 천체가 본질적으로 같기 때문이다 - 이것은 단지 제트와 주위의 구름이 다르고, 원자와 이온에 의한 광학적 방출보다는 분자의 적외선 방출을 일으키는 원인이 조건일 뿐이다.

## 같이 보기
- 천체
  - 항성
    - 원시별
      - 허빅-아로천체
        - HH 34

    - 항성진화
      - 원시 행성계 원반

  - 은하
    - 활동은하
      - 상대론적 제트